# Desa Jayalaksana (administrativ by i Indonesien, lat -6,49, long 108,39)
Desa Jayalaksana är en administrativ by i Indonesien.   Den ligger i provinsen Jawa Barat, i den västra delen av landet, 170 km öster om huvudstaden Jakarta.